# Cryptadelphia groenendalensis
Cryptadelphia groenendalensis är en svampart som först beskrevs av Sacc., E. Bommer & M. Rousseau, och fick sitt nu gällande namn av Réblová & Seifert 2004. Cryptadelphia groenendalensis ingår i släktet Cryptadelphia och familjen Trichosphaeriaceae.   Inga underarter finns listade i Catalogue of Life.